# Ismo Hölttö
Ismo Olavi Hölttö (Espoo, 12 février 1940) est un photographe finlandais.

## Récompenses
- Prix national finlandais de photographie